# Polyclinum planum
Polyclinum planum is een zakpijpensoort uit de familie van de Polyclinidae. De wetenschappelijke naam van de soort werd in 1917, als Glossophorum planum, voor het eerst geldig gepubliceerd door Ritter & Forsyth.

## Beschrijving
Kolonies Polyclinum planum zijn variabel in kleur, variërend van olijfgroen tot bruin tot geelachtig geelbruin. Kolonies van deze soort hebben een taaie flexibele steel die zich langs een rand van de zoïde-dragende lob bevindt, waarmee ze aan een hard substraat zijn bevestigd. De keelholte van elke zoïde heeft 13-17 rijen stigmata (trilhaaropeningen) die ze gebruiken voor filtervoeding. De zooid-dragende lob is ruwweg bolvormig in kolonies met een diameter van minder dan 1 of 2 cm, de lob wordt zijdelings samengedrukt tot een soort tong of pannenkoekvorm naarmate de kolonie groter wordt, en de lob kan 2,5 tot meer dan 10 keer breder zijn dan het dik is. Elke zoïde in de kolonie behoudt zijn eigen orale sifon (instroomopening) terwijl de atrale sifon (uitstroomopening) uitmondt in een zakachtige cloacale opening die wordt gedeeld door meerdere zoïden. 

## Verspreiding
Het geografische bereik van P. planum strekt zich uit van de laagste niveaus van de rotsachtige intergetijdengebied tot diepten van 30 meter langs de Pacifische kust van Noord-Amerika, van Noord-Californië zuid tot Neder-Californië. Enkele soortenonderzoeken melden deze soort in Japan en Peru, maar P. planum is het best gedocumenteerd in Californië.